# Санкт-Леонхард-ам-Хорнервальд
Санкт-Леонхард-ам-Хорнервальд (нем. St. Leonhard am Hornerwald) — ярмарочная коммуна (Marktgemeinde) в Австрии, в федеральной земле Нижняя Австрия.
Входит в состав округа Кремс. Население — около 1,1 тыс. человек. Занимает площадь 51,57 км². Официальный код — 31340.

## Политическая ситуация
Бургомистр коммуны — Ева Шахингер (АНП) по результатам выборов 2015 года.
Совет представителей коммуны (нем. Gemeinderat) состоит из 19 мест.
- АНП занимает 16 мест.
- СДПА занимает 2 мест.
- АПС занимает 1 место.